# Quartatura del tronco di cono

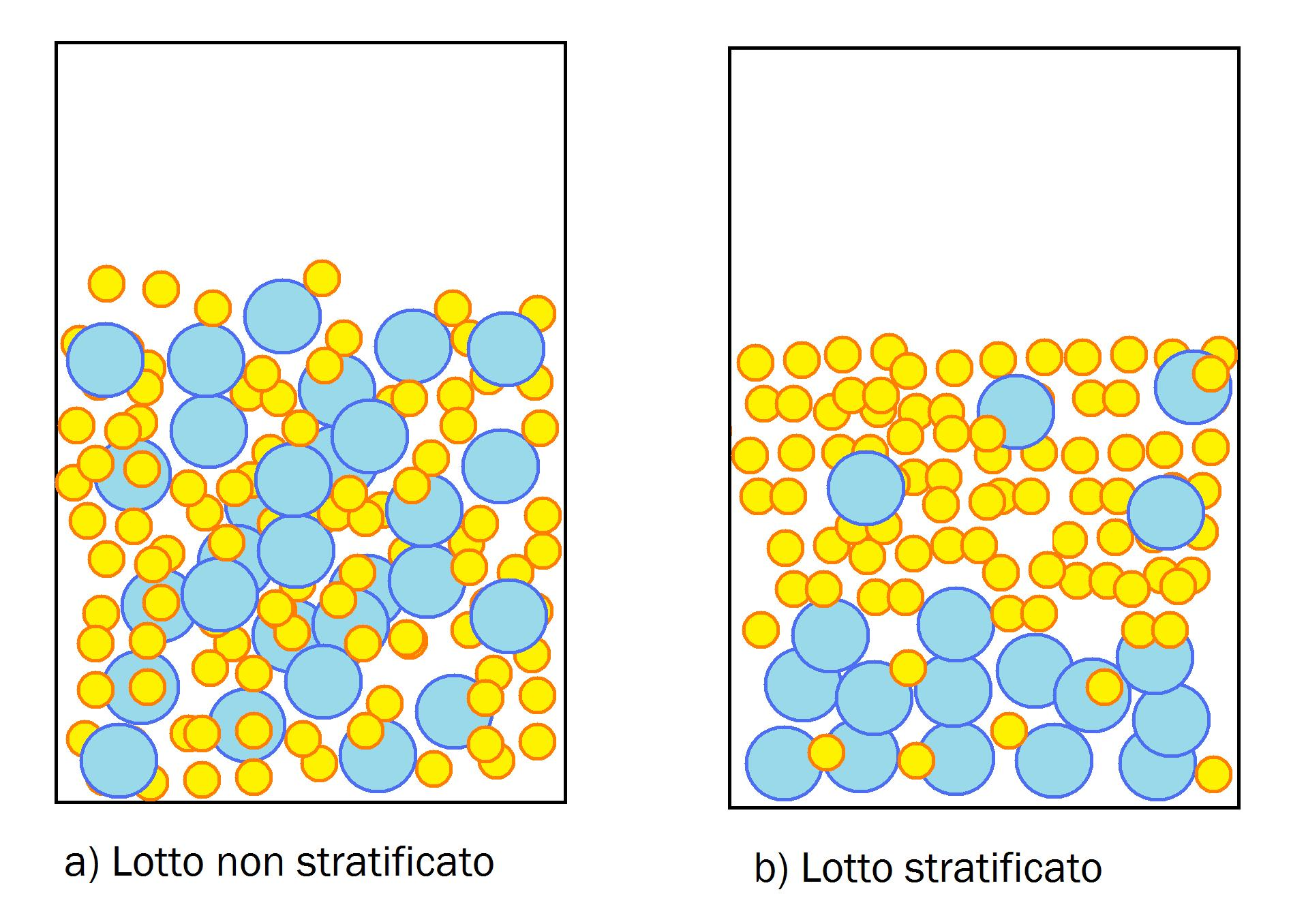
Il lotto a) non risulta stratificato, le particelle sono omogeneamente mescolate tra di loro, in questo caso ideale il campionamento potrebbe essere effettuato senza procedura standard.
Il lotto b) risulta stratificato, un campionamento in superficie darebbe risultati differenti da un campionamento eseguito sul fondo del recipiente, in questo caso è necessaria una procedura standard di campionamento.

La quartatura del tronco di cono è un metodo standard di campionamento di materiale in polvere le cui modalità operative sono dettate dal British Standards Institution (BS 5309 1976).
Lo scopo di standardizzare una tale procedura è quello di ottenere un campione il più possibile rappresentativo di un lotto iniziale di materiale in polvere da sottoporre ad analisi.

## Descrizione
Ottenere un campione di polvere che abbia le stesse caratteristiche granulometriche dell'intero lotto non è semplice: prelevare ad esempio una piccola quantità di polvere dalla superficie di un volume molto maggiore di materiale in un contenitore non si può considerare un campionamento attendibile, in quanto le caratteristiche del campione prelevato potrebbero essere molto diverse da quelle della polvere che si trova sul fondo del contenitore.
La quartatura viene utilizzata sia per campioni di grandi dimensioni (decine di chilogrammi) che per campioni di dimensioni minori (centinaia di grammi); questo ne fa un metodo molto versatile e spesso impiegato. Il metodo non è utilizzato invece per campioni di dimensioni molto piccole (per ovvi motivi pratici) o per materiali contenenti polveri fini che potrebbero disperdersi durante il processo.

## Procedura

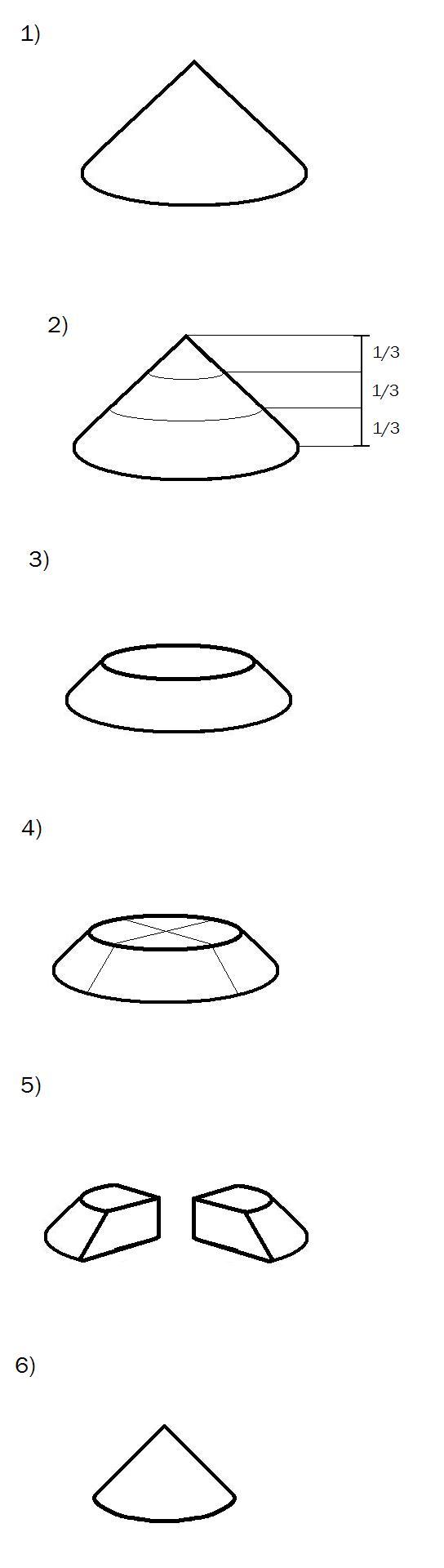

Il procedimento standard di campionamento prevede una serie di passaggi mirati ad ottenere un campione che abbia le stesse caratteristiche di composizione del lotto iniziale da sottoporre ad analisi e che sia il più omogeneo possibile:

### Campionamento
Innanzitutto bisogna effettuare un primo campionamento di una quantità nota di polvere che dovrà essere prelevata in punti diversi del lotto. Verranno effettuati quindi un certo numero di campionamenti a diverse "altezze" del lotto, prelevando aliquote di polvere da ogni possibile "strato" (in genere eseguendo veri e propri carotaggi per raggiungere le parti più in profondità); è da considerare inoltre il fatto che la polvere sul fondo del recipiente sopporta una pressione maggiore della polvere in superficie e quindi i diversi strati, a causa della compressione, avranno caratteristiche diverse che andranno ad aumentare la disomogeneità del materiale. Il campione finale dovrà rappresentare l'1% in peso dell'intero lotto per avere valenza statistica.

### Quartatura
La procedura richiede buona manualità e pazienza, nonché un'adeguata quanto semplice strumentazione (per campioni dell'ordine delle centinaia di grammi è sufficiente una piccola spatola da laboratorio).
1. Posizionare il campione su di una superficie piana in modo che appaia come un mucchietto di forma approssimativamente conica (in genere si usa uno imbuto standard attraverso il quale viene fatta scorrere la polvere che cadrà sul piano formando un cono);
2. Dividere idealmente il cono in tre parti diseguali lungo l'altezza;
3. Con l'ausilio di una spatola rimuovere le prime due porzioni ottenendo così un tronco di cono (considerando la difficoltà oggettiva di tale procedura non è necessario che la divisione in tre parti del cono sia rigorosamente determinata, basta tenere presente che la quantità di polvere da rimuovere deve rappresentare più o meno le porzioni indicate);
4. Sempre con l'impiego della spatola dividere il tronco di cono in quattro spicchi uguali tra di loro;
5. Rimuovere due spicchi non adiacenti;
6. Rimescolare i due spicchi rimasti e rifarne un mucchietto.

La procedura dovrà essere ripetuta eseguendo gli stessi passaggi a partire dal cono di polvere del punto 6) fino ad ottenere la minima quantità di campione necessaria per eseguire le analisi (ad esempio, per la setacciatura in genere il procedimento viene ripetuto fino ad ottenere un campione di circa 100 grammi).